# Susana Cortés Gómez
Susana Cortés Gómez, (1977) es una cantante lírica española, natural de Málaga.
Cantante en activo, ha interpretado con gran acierto numerosos personajes de Ópera (Puccini, Verdi, Mozart, entre otros). 
Su especialidad es el Barroco, pero se desenvuelve también perfectamente en el Belcanto, Canción francesa y Zarzuela.